# Automotrice FS ALn 880
Le ALn 880 sono state automotrici a nafta delle Ferrovie dello Stato italiane.

## Storia
Le automotrici del gruppo nacquero alla fine del secondo conflitto mondiale per il rilancio del trasporto passeggeri. Il rotabile venne progettato atto ad essere accoppiato e dotato di mantici e pedane accoppiabili per l'intercomunicazione. Vennero realizzati anche 10 rimorchi di uguale forma e dimensioni che presero il nome di Ln 880.
L'ordinativo venne passato, nel 1947, alla Breda; motrici e rimorchiate furono costruite tra il 1950 e il 1953.
Le prime motrici furono assegnate ai depositi di Napoli Campi Flegrei e Treviso. A Napoli le automotrici furono impiegate sulla Roma-Napoli via Cassino e per una coppia di rapidi tra Napoli Campi Flegrei e Taranto via Salerno-Battipaglia-Metaponto sino al 1964, quando i mezzi di Napoli, molto provati dall'intenso servizio, furono trasferiti a Treviso e Bologna.
Nel 1980 tutte le Aln880 erano suddivise tra i depositi di Verona (che le impiegava verso Rovigo/Chioggia e verso Mantova/Modena), e di Bologna Centrale (che le impiegava sulle linee non elettrificate della Romagna). A Verona furono utilizzate sino al 1983: tutte le unità ancora efficienti furono concentrate a Bologna dove cessarono definitivamente i loro servizi nel 1985. La 2018 venne ancora utilizzata per alcuni anni per l'effettuazione di treni speciali, per poi essere destinata al Museo nazionale ferroviario di Pietrarsa, dove è tuttora conservata.

## Caratteristiche
Le automotrici del gruppo 880 erano caratterizzate dalla presenza di un unico motore a 12 cilindri sovralimentato Breda tipo D19/SA12P, posto orizzontale sottocassa, in origine tarato a 338 kW a 1500 giri/m; la trasmissione era affidata ad un cambio epicicloidale di tipo Wilson accoppiato ad un volano fluido, una soluzione presente in molte realizzazioni della Breda. La trazione era quindi applicata ad un solo carrello. Il motore si rivelò molto rumoroso e soggetto a guasti ripetuti (per diminuire le sollecitazioni cui era soggetto, la potenza di taratura fu presto ridotta a 315 kW); ancora più soggetto a guasti era il cambio.

## Progetti derivati
Motore e trasmissione della ALn 880 furono impiegati anche sulle automotrici M2 121÷147 della Mediterranea Calabro-Lucane; automotrici strettamente derivate da quelle costruite per la MCL furono fornite dalla Breda alle ferrovie della Tessaglia e alle Ferrovie Greche Nord-Ovest.